# Кибератака на Dyn
Кибератака на Dyn произошла 21 октября 2016 и состояла из многих DoS-атак, нацеленных на системы, которыми оперирует DNS-провайдер Dyn, что сделало невозможным доступ до многих главных интернет-платформ и сервисов в Европе и Северной Америке. Группы Анонимус и Хакеры Нового Мира заявили о собственной ответственности за атаку.
Как DNS-провайдер, Dyn предоставляет конечному пользователю услугу перевода доменного имени, например, введенного в адресную строку веб-обозревателя, в соответствующую IP-адрес. DoS-атака включала десятки миллионов запросов к системе с большого количества IP-адресов. Считается, что это делалось через ботнет, координированный через большое количество устройств подключенных к интернету, таких как принтеры, камеры, которые были инфицированы Mirai. С оцененной нагрузкой в 1,2 терабита в секунду, согласно экспертным мнениям, атака стала самой крупной из зафиксированных.

## Время и влияние
Как заявляет Dyn, DDoS-атака началась в 7:00 (EDT) и была отбита в 9:20. Вторая атака была зафиксирована в 11:52, интернет пользователи начали жаловаться на сложности доступа к сетевым сайтам. Третья атака началась после обеда, после 16:00 В 18:11 Dyn отчитался, что проблема решена.

### Затронутые сервисы
От атаки пострадали:
- Airbnb[9]
- Amazon.com[6]
- Ancestry.com[10][11]
- The A.V. Club[12]
- BBC[11]
- The Boston Globe[9]
- Box[13]
- Business Insider[11]
- CNN[11]
- Comcast[14]
- CrunchBase[11]
- DirecTV[11]
- The Elder Scrolls Online[11][15]
- Electronic Arts[14]
- Etsy[9][16]
- FiveThirtyEight[11]
- Fox News[17]
- The Guardian[17]
- GitHub[9][14]
- Grubhub[18]
- HBO[11]
- Heroku[19]
- HostGator[11]
- iHeartRadio[10][20]
- Imgur[21]
- Indiegogo[10]
- Mashable[22]
- National Hockey League[11]
- Netflix[11][17]
- The New York Times[9][14]
- Overstock.com[11]
- PayPal[16]
- Pinterest[14][16]
- Pixlr[11]
- PlayStation Network[14]
- Qualtrics[10]
- Quora[11]
- Reddit[10][14][16]
- Roblox[23]
- Ruby Lane[11]
- RuneScape[10]
- SaneBox[19]
- Seamless[21]
- Second Life[24]
- Shopify[9]
- Slack[21]
- SoundCloud[9][16]
- Squarespace[11]
- Spotify[10][14][16]
- Starbucks[10][20]
- Storify[13]
- Swedish Civil Contingencies Agency[25]
- Swedish Government[25]
- Tumblr[10][14]
- Twilio[10][11]
- Twitter[9][10][14][16]
- Verizon Communications[14]
- Visa[26]
- Vox Media[27]
- Walgreens[11]
- The Wall Street Journal[17]
- Wikia[10]
- Wired[13]
- Wix.com[28]
- WWE Network[29]
- Xbox Live[30]
- Yammer[21]
- Yelp[11]
- Zillow[11]